# Tanjongan Idem
Tanjongan Idem is een bestuurslaag in het regentschap Bireuen van de provincie Atjeh, Indonesië. Tanjongan Idem telt 262 inwoners (volkstelling 2010).